# Софифи
Софифи (индон. Sofifi) — населённый пункт на западном побережье острова Хальмахера в архипелаге Молуккских островов в Индонезии, который был объявлен 4 августа 2010 года столицей провинции Северное Малуку вместо прежней столицы Тернате, административный центр был перенесён с перенаселённого небольшого острова на малонаселённый большой остров Хальмахера. 
Не имеет статуса города, с административной точки зрения является районом. От острова Тернате Софифи отделяется проливом около 25 км, а ещё ближе (11 км) находится также густонаселённый остров Тидоре.